# Noćna mora
Noćna mora, neugodan san u kojem osoba doživljava stravične događaja uz osjećaj straha, a ponekad i tjeskobe, žalosti ili očaja. Tradicionalno se vjerovalo da se radi o noćnoj prikazi, zlom duhu nastanjenom u djevojci, koji noću luta, napada ljude, muči ih i pije im krv. To mitološko biće opisivalo se na razne načine, kao duha umrle osobe ili demona koji zna zasjesti na grudni koš i time uzrokovati paralizu sna.
San može sadržavati situacije kao što su razne opasnosti, nelagoda te psihički ili fizički teror. Pokazalo se kako noćne more mogu isto tako imati fizičke uzroke kao što su spavanje u neudobnom položaju. Zatim kod osoba koje su bolesne odnosno kod osoba koje imaju povišenu tjelesnu temperaturu. Razlozi mogu biti i različiti psihološki uzroci kao što su stres ili anksioznost.

## Etimologija
To opasno i zlonamjerno biće se nazivalo mora, a pojavljuje se i u gotovo svim europskim kulturama (engleski: mare, njemački: Mahr, švedski i norveški: mara, danski: mare, što vjerojatno dolazi od indoeuropskoga korijena *mer- "umrijeti".